# Klaus Stampfuss
Klaus Stampfuss (* 19. Februar 1943) ist ein deutscher Sportjournalist.

## Leben
Stampfuss war Volontär bei der Zeitung Bild. Beim Hamburger Abendblatt leitete er bis 1985 die Sportredaktion. Er war dann als stellvertretender Chefredakteur bei der Hörzu tätig, im Sommer 1988 wurde Stampfuss Chefredakteur der Sport Bild. Er ging zur Hörzu zurück und trat dort die Stelle des Chefredakteurs an, welche er von 1989 bis 1997 innehatte. Hernach war Stampfuss bis Ende 1999 Chefredakteur und Leiter der Journalistenschule Axel Springer.